# Litígio territorial do Paraná
Durante a criação da província do Paraná em 1853, o governo provincial recebeu a herança de uma velha fronteira litigiada da Província de São Paulo com a de Santa Catarina, próximo aos Campos de Palmas.
No período imperial sempre se discutiu a questão que, entretanto, nunca se resolveu. Santa Catarina era reivindicadora a áreas que compreendem as regiões entre o rio Negro, Iguaçu e Uruguai, indo até a fronteira com a Argentina. Por sua vez pelo Paraná foi herdado de São Paulo as mesmas divisas ao sul, limitando-se com o Rio Grande do Sul por meio do rio Uruguai. Pelo Paraná era detido o uti possidetis com as povoações de União da Vitória, Palmas e Timbó e Santa Catarina fazia a exposição de seus motivos que se baseiam na Carta Régia de 1749.
Com a questão de limites pendentes, novos tipos de migrações foram lançados nos ervais da região e nos campos da região em litígio, sendo surgidas povoações que não se reconheceram como nem do Paraná e nem de Santa Catarina, pelo menos de forma oficial.
Em 1895 pelo Brasil é resolvido por arbítrio do presidente dos Estados Unidos, Grover Cleveland, a questão internacional da região de Palmas, em virtude do prejuízo ou dano causado pela Argentina, que também era reivindicadora para si da maioria desta porção territorial meridional. O povo que habitava por exclusividade essa imensa área eram os paranaenses, isto de algum modo dava tranquilidade à autoridades estaduais, pelas quais era considerado absurdo que a Argentina reivindicava por pretensão a zona.
Por duas vezes grupos munidos de armas foram os invasores das terras paranaenses, defendendo que o estado de Santa Catarina se interessava. A primeira foi em 1905, por Demetrio Ramos à frente de uma tropa de 600 homens e a segunda foi em 1909, no momento em que 500 homens cujo líder foi Aleixo Gonçalves de Lima, foram os provocadores da desordem e da ira paranaense.

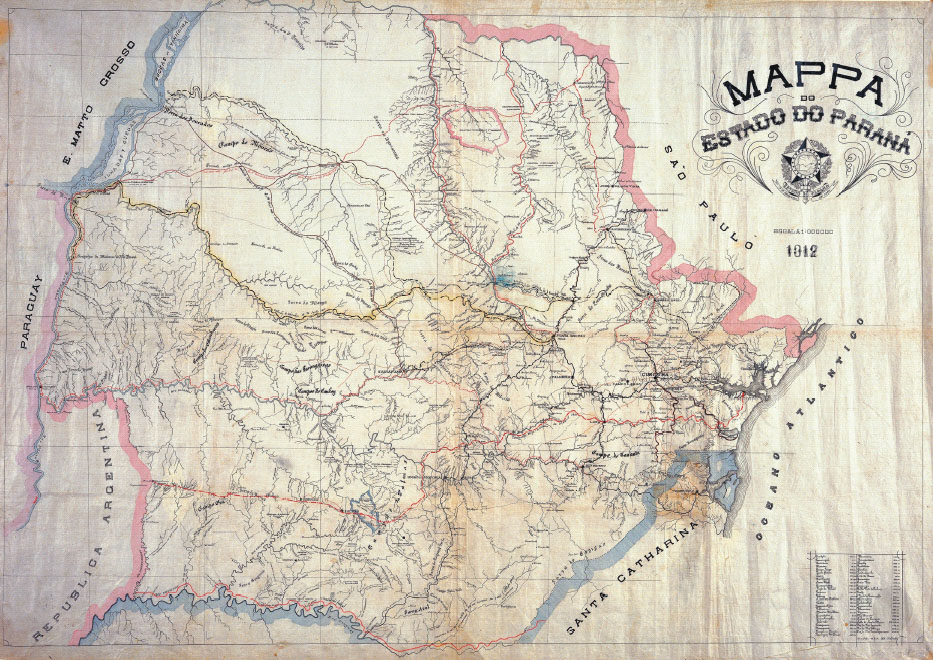
Mapa histórico do Paraná em 1912, mostrando a região onde é hoje o estado de Santa Catarina

Pela questão foram ganhos os tapetes da justiça federal, que embora a totalidade dos argumentos fossem a favor ao Paraná, o veredicto final foi favorável a Santa Catarina quando isso foi decidido pelo Supremo Tribunal Federal em 1904. O estado do Paraná ainda teria a tentativa do embargo por meio de ações, nos anos de 1909 e 1910, todas sem sucesso. De acordo com o historiador Ruy Cristovam Wachowicz "um dos ministros do supremo teve, em conversa particular, a seguinte frase: o Paraná tem todo o direito na questão, mas o estado de Santa Catarina é um estado menor, por isso votei contra a sua terra".
No dia 20 de outubro de 1916, o mediador o presidente do Brasil Venceslau Brás conduziu a um acordo entre as partes, sendo partilhada a região em litígio. Da área em litígio, no início, com uma área de 48 mil quilômetros quadrados, o Paraná ficou com 20 mil e Santa Catarina com 28 mil. Nesta época era governante do Paraná Affonso Alves de Camargo, que ao participar da assinatura do acordo que acabou com o litígio, recebeu duras críticas. Mas ele não era diretamente o culpado, simplesmente recebeu a herança da causa de seus antecessores.
A decisão favorável a Santa Catarina envergonhou as autoridades da região em litígio. Os lideres políticos não queriam que a área em litígio fosse abandonada pelo governo de Santa Catarina. E se na parte mais íntima e essencial das especulações foi surgida à ideia da criação de uma unidade federativa dotada de independência, já ocorreu o seu nascimento com nome e bandeira. Estado das Missões. Foi formada então uma Junta Governativa Provisória e se escolheu a capital do novo estado, União da Vitória. O deputado José Cleto da Silva chegou a fazer a apresentação na assembleia Legislativa do estado de um projeto de criação do Estado das Missões, tendo como divisas: Ao norte o rio Negro e a leste os contrafortes da Serra do Mar, à oeste os rios Peperi Guaçu e Santo Antonio e ao sul o rio Uruguai.
O estado das Missões não chegou a ser criado e nunca existiu, pois ao ser percebido que o sudoeste paranaense não pertenceria à Santa Catarina, os mais importantes líderes políticos da margem direita do rio Iguaçu ficaram inquietos sendo restado o que sobrou o movimento do exílio nos pampas argentinos que fracassou.